# Laurence Courtois
Laurence Courtois (Courtrai, 18 de janeiro de 1976) é uma ex-tenista profissional belga.